# Acharia
Acharia – rodzaj roślin z rodziny Achariaceae. Jest to takson monotypowy, obejmujący tylko jeden gatunek – Acharia tragodes Thunb. Prodr. Pl. Cap. 14 14 1794. Występuje w południowej Afryce, wzdłuż wybrzeża od Uitenhage do Durbanu.

## Morfologia
Bylina o drewniejących łodygach wysokości do 40 cm. Liście mają blaszkę głęboko, dłoniasto klapowaną, o długości do ponad 6 cm. Ogonek liściowy ma od 1,5 do 3 cm długości. Kwiaty drobne, jedno- lub obupłciowe, skupione po kilka, krótkoszypułkowe. Korona o płatkach do nieco ponad 0,5 cm długości.